# ميناميكاواتشي (توتشيغي)
ميناميكاواتشي (باليابانية:南河内町؛ وتلفظ: ميناميكاواتشي-تشو) هي بلدة تقع في مقاطعة كاواتشي، محافظة توتشيغي في اليابان.
مساحتها (31.35 كلم2) وعدد سكانها عام 2003، بلغ (21,178 نسمة) بكثافة سكانية تصل إلى (675.53 شخص/كلم2).
في 10 يناير 2006، تم دمج بلدة ميناميكاواتشي (من مقاطعة كاواتشي) وبلدتي إيشيباشي وكوكوبونجي (من مقاطعة شيموتسوغا) معاً وتكوين مدينة جديدة باسم شيموتسوكي.

## اقرأ ايضاً
- مدن اليابان
- مدن اليابان الخاصة
- مقاطعات اليابان

## روابط خارجية
- الموقع الرسمي لمدينة شيموتسوكي (باللغة اليابانية).